# Europese weg 44
De Europese weg 44 of E44 is een Europese weg die loopt van Le Havre in Frankrijk naar Gießen in Duitsland en is in totaal 807 km lang.

## Nationale wegnummers
De E44 loopt over de volgende nationale wegnummers:
| Nummer    | Tracé                                       |
| Frankrijk | Frankrijk                                   |
| --------- | ------------------------------------------- |
|           | Le Havre - Saint-Quentin                    |
| D1029     | Saint-Quentin - La Capelle                  |
| D1043     | La Capelle - Fligny                         |
| D8043     | Fligny - Tremblois-lès-Rocroi               |
|           | Tremblois-lès-Rocroi - Charleville-Mézières |
|           | Charleville-Mézières - Sedan                |
|           | Sedan - Douzy                               |
| D8043     | Douzy - Signy-Montlibert                    |
| D643      | Signy-Montlibert - Marville                 |
| D643      | Marville - Longuyon                         |
| D618      | Longuyon - Longwy                           |
|           | Longwy - België                             |
| België    |                                             |
|           | Frankrijk - Luxemburg                       |
| Luxemburg |                                             |
|           | België - Bascharage                         |
|           | Bascharage - Luxemburg                      |
|           | Ringweg van Luxemburg                       |
|           | Luxemburg - Duitsland                       |
| Duitsland |                                             |
|           | Luxemburg - Trier                           |
|           | Trier - Kenn                                |
|           | Kenn - Longuich                             |
|           | Longuich - Steiningen                       |
|           | Steiningen - Ebernhahn                      |
|           | Ebernhahn - Limburg an der Lahn             |
|           | Limburg an der Lahn - Gießen                |